# Ignacio Pizarro
Ignacio Pizarro (* 8. Februar 1990 in Lanús) ist ein argentinischer Handballspieler.

## Karriere

### Verein
Der 1,78 m große Linksaußen lief in seiner Heimat für Universidad de Luján Handball (UNLu) und für Sociedad Escolar y Deportiva Alemana Lanús Oeste (SEDALO) auf. In der Saison 2016/17 stand er in Italien bei Città Sant’Angelo unter Vertrag, bevor er nach Luján zurückkehrte, dessen Mannschaft seit 2020 als San Fernando Handball antritt. Nach vier Jahren wechselte er 2021 nach Spanien zu Rebi Balonmano Cuenca. Mit Cuenca erreichte er in der Spielzeit 2022/23 der Liga Asobal mit dem zweiten Rang die beste Platzierung der Vereinsgeschichte.

### Nationalmannschaft
Mit der argentinischen Nationalmannschaft gewann Pizarro einmal die Panamerikameisterschaft, die Süd- und mittelamerikanische Meisterschaft und die Panamerikanischen Spiele sowie Silber bei den Südamerikaspielen. Bei der Süd- und mittelamerikanischen Meisterschaft 2020 erzielte er 20 Tore beim 82:7-Erfolg über Bolivien. Er wurde Torschützenkönig und bester Linksaußen.
Außerdem nahm er an den Olympischen Spielen 2020 (2021) sowie den Weltmeisterschaften 2019, 2021 und 2023 teil.

### Erfolge
Panamerikameisterschaft:
- Gold 2018

Süd- und mittelamerikanische Meisterschaft:
- Gold 2020
- Silber 2022
- Torschützenkönig 2020
- All-Star-Team 2020, 2022

Panamerikanische Spiele:
- Gold 2019, 2023

Südamerikaspiele:
- Silber 2018

## Privates
Sein älterer Bruder Federico ist ebenfalls Handballnationalspieler. Gemeinsam nahmen sie an den Olympischen Spielen 2020 teil.